# Benjamin Korn
Benjamin Korn (* 1946 in Lublin) ist ein deutscher Theaterregisseur und Essayist.

## Leben
Korn, Sohn strenggläubiger polnischer Juden, studierte Soziologie in Frankfurt am Main am Institut für Sozialforschung. 1975 wurde er Regieassistent bei Michael Gruner in Frankfurt und Wiesbaden. Ab 1976 war er in Wiesbaden selbständig als Regisseur aktiv und hatte 1978 Erfolg mit einer Stella-Inszenierung.
Daraufhin holte ihn Jürgen Bosse nach Mannheim, wo er 1979 Clavigo inszenierte. 1980 fand seine Inszenierung von Maria Magdalena in Wiesbaden Beachtung. 1980/81 verpflichtete ihn Peter Striebeck an das Thalia Theater in Hamburg. Dort inszenierte er Fegefeuer in Ingolstadt (1980), Nathan der Weise (1981) und Leonce und Lena (1982).
Es folgten Der Streit am Kölner Schauspielhaus (1983), Woyzeck an den Münchner Kammerspielen (1984), Fräulein Julie am Schauspiel Frankfurt (1985), Dom Juan (1985) ebenda, Tartuffe am Bayerischen Staatsschauspiel (1987), Glaube, Liebe, Hoffnung (1988) am Schauspielhaus Bochum und Sie von Jean Genet (1991, deutsche Erstaufführung) ebenda. Weitere Arbeiten führten ihn an das Zürcher Schauspielhaus und nach Paris, wo er seit 1982 lebt. 1999 bewarb er sich als Nachfolger von Holger Berg zum Schauspieldirektor der Städtischen Bühnen Nürnberg. Nach längeren Verhandlungen wurde Klaus Kusenberg zum Nachfolger Holger Bergs ernannt.
Für seine Essay-Publikation Kunst, Macht und Moral erhielt er 1998 den Clemens-Brentano-Preis der Stadt Heidelberg. Zahlreiche Essays erschienen in deutschen Tageszeitungen, darunter in der Zeit, in denen er sich mit dem Erinnern an die Zeit des Faschismus, dem Theaterskandal als Politikum, aber auch aktuellen politischen Bewegungen in Frankreich auseinandersetzte.
Sein älterer Bruder Salomon Korn ist Vorsitzender der Jüdischen Gemeinde in Frankfurt am Main und ehemaliger Vizepräsident des Zentralrats der Juden in Deutschland.

## Publikationen
- Kunst, Macht und Moral. Suhrkamp, Frankfurt am Main 1998, ISBN 3-518-39352-9 (Essays).
- Nachwort in: Anatoli Kusnezow: Babi Jar – Die Schlucht des Leids. Roman-Dokument. Berlin, Matthes & Seitz, 2001, ISBN 3-88221-295-0.
- Beitrag in: Katja Behrens (Hrsg.): Ich bin geblieben – warum? Juden in Deutschland – heute. Bleicher, Gerlingen 2002, ISBN 3-88350-055-0.

## Ausgewählte Essays im Netz
- Der Mensch, die Maschine des Vergessens. In: Die Zeit, Nr. 47 vom 15. November 1996, S. 47 f.
- Nieder mit dem Präsidenten! In: Tagesspiegel vom 8. März 2008.